# Oberstedten

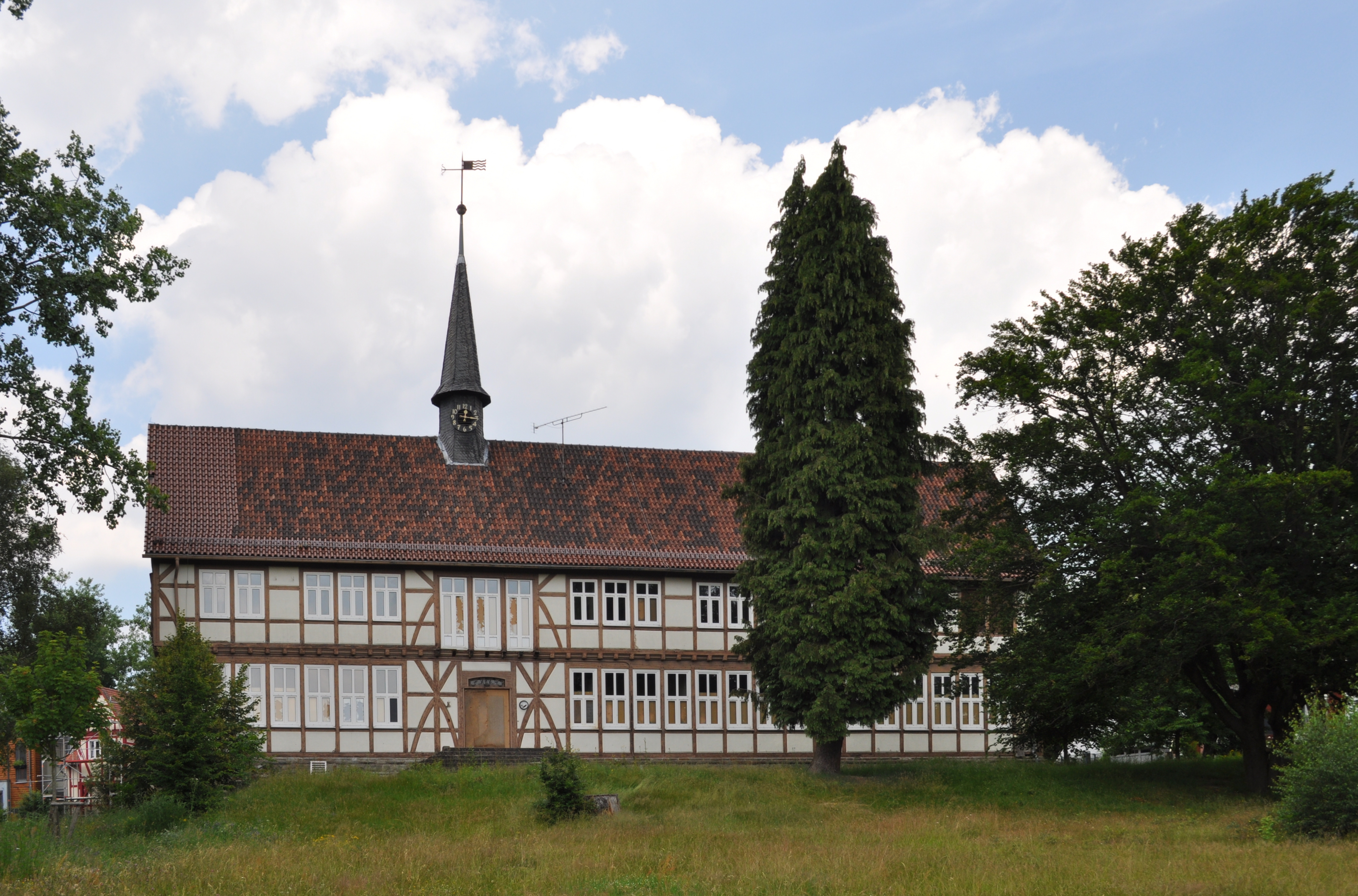
Historisierendes Gemeinschaftshaus des ehem. Reichsiedlungshofes von 1938

Oberstedten ist der größte der vier äußeren Stadtteile der Stadt Oberursel (Taunus) im Hochtaunuskreis in Hessen. Der Stadtteil Oberstedten ist ein Wohngebiet, das am Fuße des Taunus liegt. Nördlich schließt es sich an das Oberurseler Stadtgebiet an und östlich direkt an Bad Homburg vor der Höhe, ansonsten ist der Stadtteil von den Wäldern des Taunus umgeben. Der Ortseingang wird durch einen Springbrunnen geschmückt, in dessen Mitte das Wahrzeichen von Oberstedten – ein Hufeisen – eingearbeitet ist.

## Geschichte
Die traditionelle Geschichtsschreibung geht davon aus, dass die älteste erhaltene Erwähnung des Ortes als „Stetine“ von 817 stammt, als Kaiser Ludwig der Fromme (814–840 n. Chr.), Sohn Karls des Großen, einige Besitztümer in und zwischen Harheim und Steden vom Kloster Fulda im Tausch für Bingenheim in der Wetterau erhält. Nach der neuesten Urkundeninterpretation handelt es sich bei diesem „Steden“ aller Wahrscheinlichkeit nach aber um das heutige Kilianstädten.

In der Nachbarschaft von Stedten entstand vor 1180 die Burg Hohenberg, die auf dem Gelände des heutigen Bad Homburger Schlosses lag und durch archäologische Grabungen 2006 nachgewiesen werden konnte. 
 Bauherr war Wortwin von Hohenberch, der um 1180 als Zeuge in einer Urkunde erscheint, die in den Oculus Memoriae, dem Güterverzeichnis des Klosters Eberbach, enthalten ist. Da Wortwin schon den Beinamen „von Hohenberch“ führt, muss die Burg zu diesem Zeitpunkt bestanden haben. Aus dem Eppstein’schen Lehensverzeichnis ergibt sich, dass Wortwin identisch ist mit „Wortwin von Steden“. Dabei ist aber nicht geklärt, ob er aus Stedten stammte und die Burg Hohenberch erst später errichtete oder nach dem Verkauf seiner Burg nach Stedten übersiedelte. Um 1200 wird Hohenberg an Gottfried von Eppstein verkauft. Auch Stedten gelangte 1433 mit der Burg Hohenberg an Gottfried III. von Eppstein, war Bestandteil des Amtes Homburg und teilte fortan – beinahe stets – dessen Schicksal.
1486 verkaufte Gottfried X. von Eppstein mit Einwilligung des Lehnsherrn, des hessischen Landgrafen, das Amt Homburg samt den zugehörigen Dörfern – also einschließlich Oberstedten – für 19.000 Gulden an Graf Philipp I. (den Jüngeren) von Hanau-Münzenberg. Die Hanauer Grafen behielten das Amt aber nicht lange. 1504 unterlag Hanau im Landshuter Erbfolgekrieg, Landgraf Wilhelm II. von Hessen dagegen stand auf Seiten der Sieger und beschlagnahmte das Amt. Auf dem Reichstag von Worms kam es 1521 zu einem Vergleich durch die Vermittlung Kaiser Karls V.: Gegen Zahlung einer Summe von 12.000 Gulden verzichteten die Grafen von Hanau auf ihre Ansprüche.
Der Ort wurde im Dreißigjährigen Krieg geplündert, aber nicht niedergebrannt.
Ab 1622 gehört der Ort zur Landgrafschaft Hessen-Homburg.
Ab 1774 siedelten sich hier Müller an, die hauptsächlich Papier und später Pappe in 12 Mühlen erzeugten. Ein Brunnen in Form eines alten Mühlenrads, erinnert noch heute an das einst ansässige Müllerhandwerk.
1866 wurde der Ort nach Aussterben der Landgrafen von Hessen-Homburg zunächst Teil des Großherzogtums Hessen und fiel noch im selben Jahr an das Königreich Preußen, nachdem das Großherzogtum im Krieg von 1866 auf der Verliererseite stand.
1909 wurde das Jüdische Genesungsheim der Frankfurter Eduard und Adelheid Kann-Stiftung gebaut. Nach der Machtergreifung der Nationalsozialisten erfolgte 1938 die teilweise Zerstörung des Hauses und die Vertreibung der Bewohner. Das Gebäude wurde 1957 zur heutigen Reformhaus-Fach-Akademie umgebaut.
1936/1938 wurde der Reichssiedlungshof errichtet, 1939 erfolgte zum Teil die Umwandlung in ein „Dulag Luft“ (Durchgangslager der deutschen Luftwaffe), von 1945 bis 1993 wurde es von der US-Army genutzt, heute ist es ein Reiterhof.
Im Rahmen der Gebietsreform in Hessen wurde Oberstedten am 1. April 1972 nach Oberursel eingemeindet. Die Eingemeindung stieß auf erheblichen Unmut der Bevölkerung, die einer Eingemeindung nach Bad Homburg Vorzug gegeben hätte. Oberstedtens letzter Bürgermeister, Hans Mess (CDU) (1909–1987), der seit 1963 amtierte, trat im Vorfeld der Fusion 1971 zurück, so dass die Eingemeindung vom Staatskommissar Georg Schaller durchgeführt wurde.
Für die denkmalgeschützten Gebäude des Ortes siehe die Liste der Kulturdenkmäler in Oberstedten.

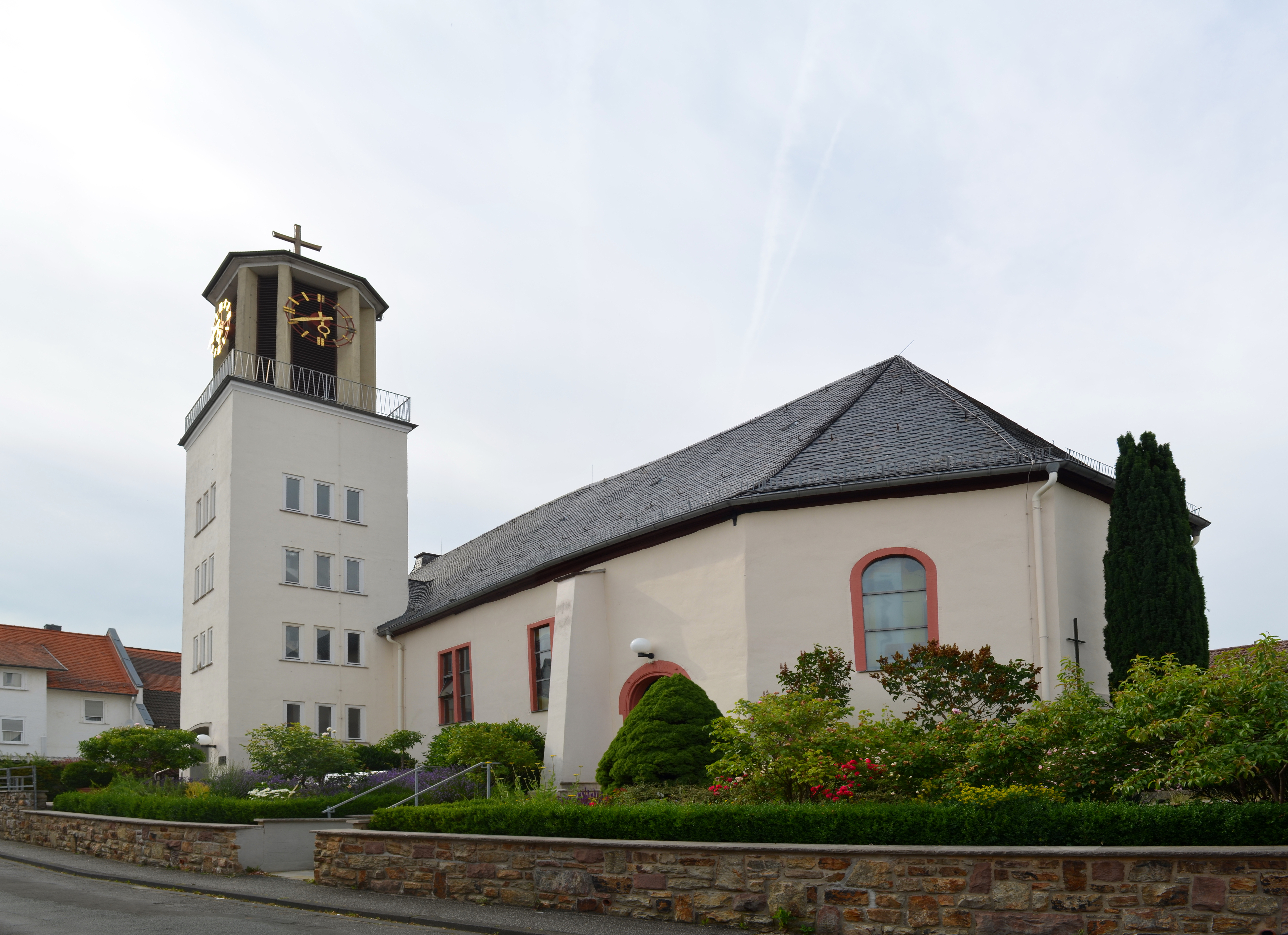
Sankt-Nikolaus-Kirche Oberstedten

## Religionen

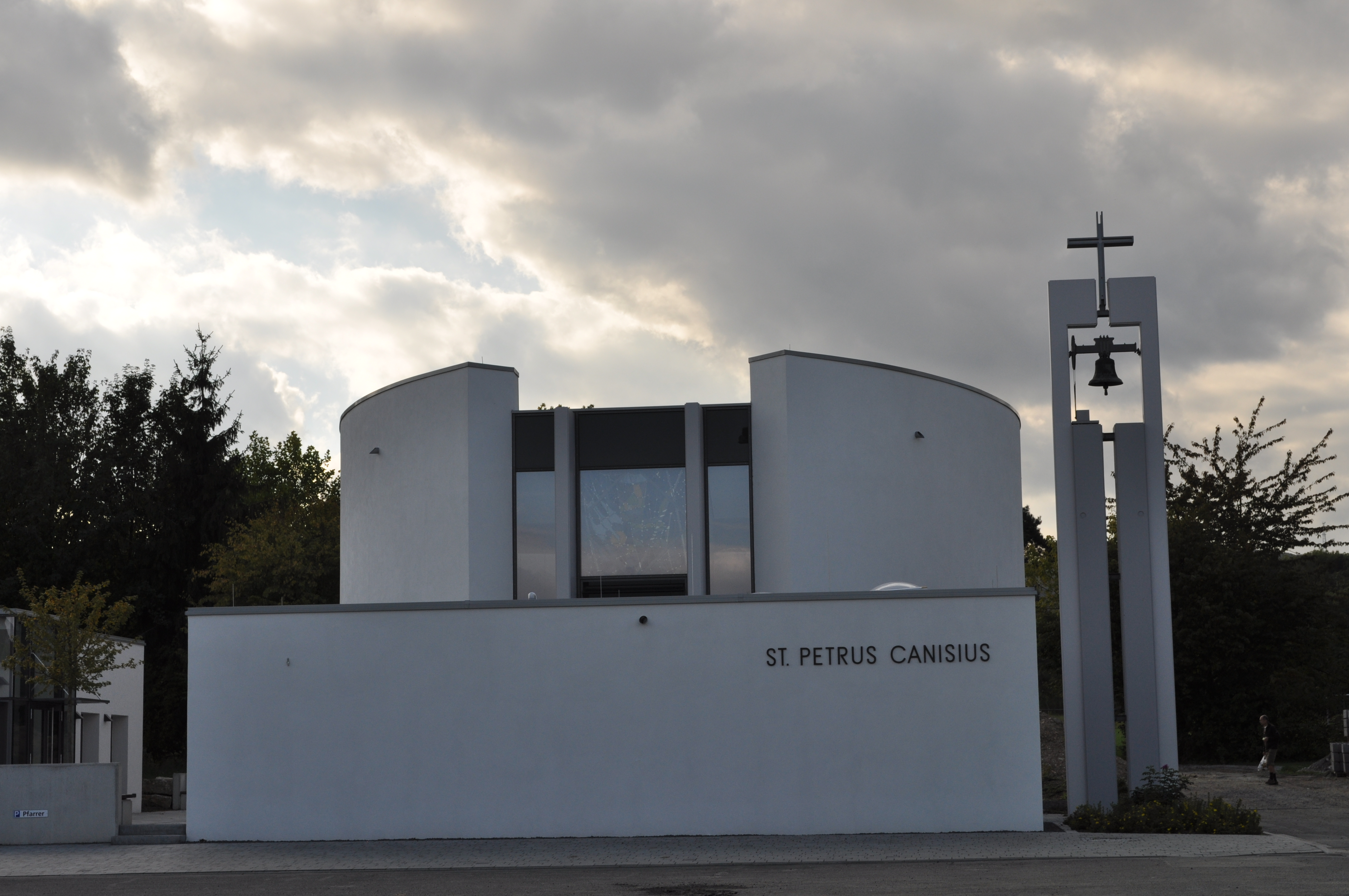
St. Petrus Canisius

Im Zuge der Reformation wurde 1526 der christlich-evangelische Glauben eingeführt.
Von 1706 bis 1715 wurde die evangelische Kirche erbaut, die nach einem Umbau von 1954/1955 noch heute mit ihrem Glockenturm in der Ortsmitte steht. Das Haus Siloah bildet ein Zentrum des protestantischen Gemeindelebens. Im Jahr 1964 wurde die katholische Kirche St. Petrus Canisius gebaut und eingeweiht – 2009 erfolgte deren Neubau an anderer Stelle, sowie die erneute Weihung der Kirche.

## Freizeit
Oberstedten bietet nahe Erholungs- und Freizeitmöglichkeiten inmitten des Naturparks Taunus.
Die ortsansässige Freiwillige Feuerwehr, die auch über eine Jugend- und Minifeuerwehr verfügt, benutzt ein eigenes Feuerwehrhaus. In der „Alten Wache“ und der „Taunushalle“ gibt es regelmäßig kulturelle Veranstaltungen sowie Möglichkeiten zur Raumanmietung für Vereine und Privatpersonen.
Jedes Jahr findet im Ortskern, am zweiten Wochenende im Juli, das traditionelle Fest „Stedter Kerb“ statt.

## Vereine
Zahlreiche Vereine leisten einen vielfältigen und wertvollen Beitrag für die Gemeinde. Den Sportvereinen stehen ein Fußballgelände, sechs Tennisplätze, eine Reithalle, ein Schützengelände und ein Leichtathletikgelände zur Verfügung.
Das Evangelische Jugendwerk Hessen bietet durch die Heliand-Pfadfinderschaft und die HMP wöchentliche Gruppenstunden der Pfadfinder an.

## Kindergarten und Schule
Oberstedten verfügt über eine städtische Kindertagesstätte („Taunuswichtel“) und eine Grundschule, die Dornbachschule – benannt nach dem gleichnamigen Bach, der durch Oberstedten fließt.

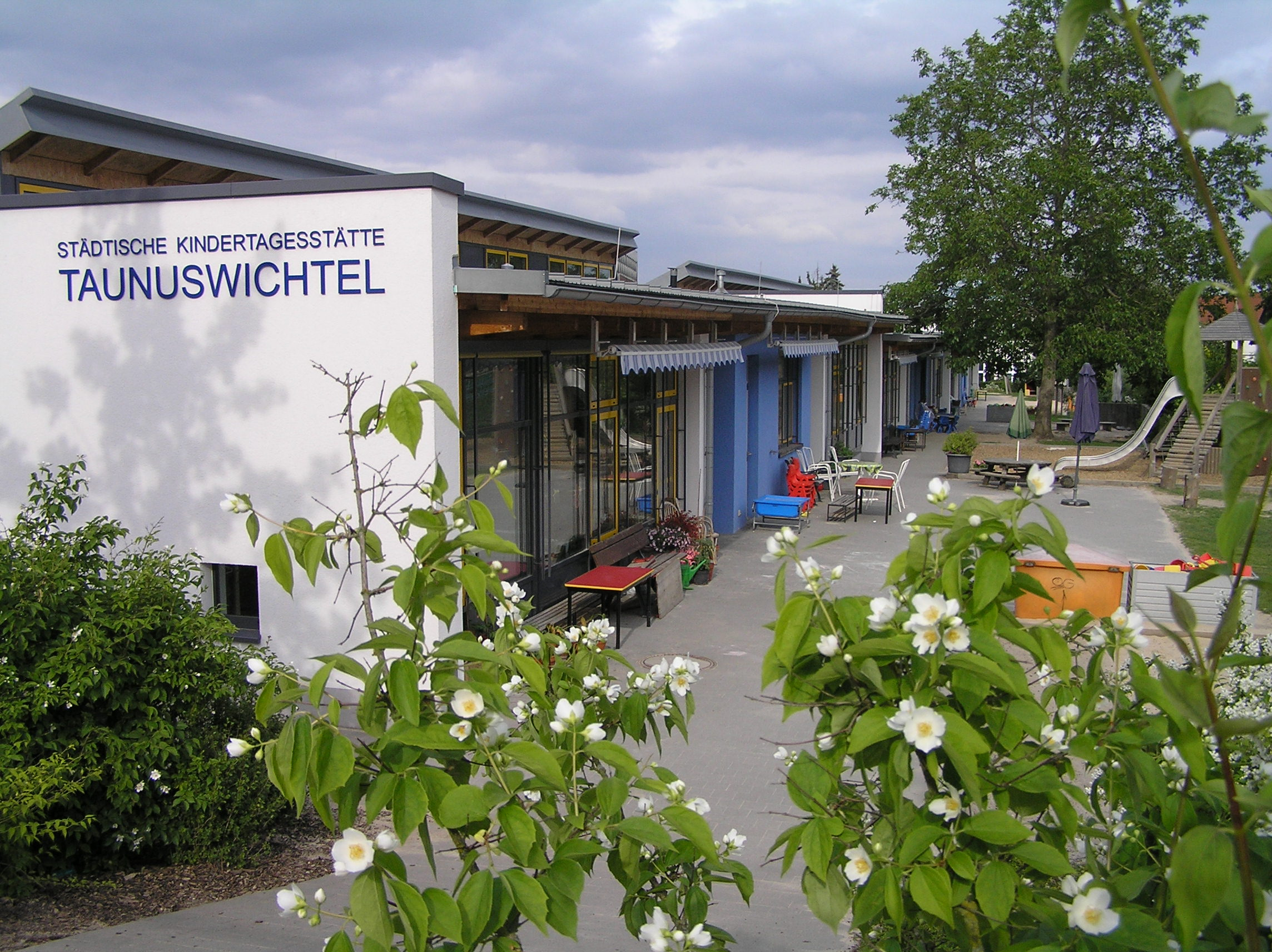
Kindertagesstätte Taunuswichtel
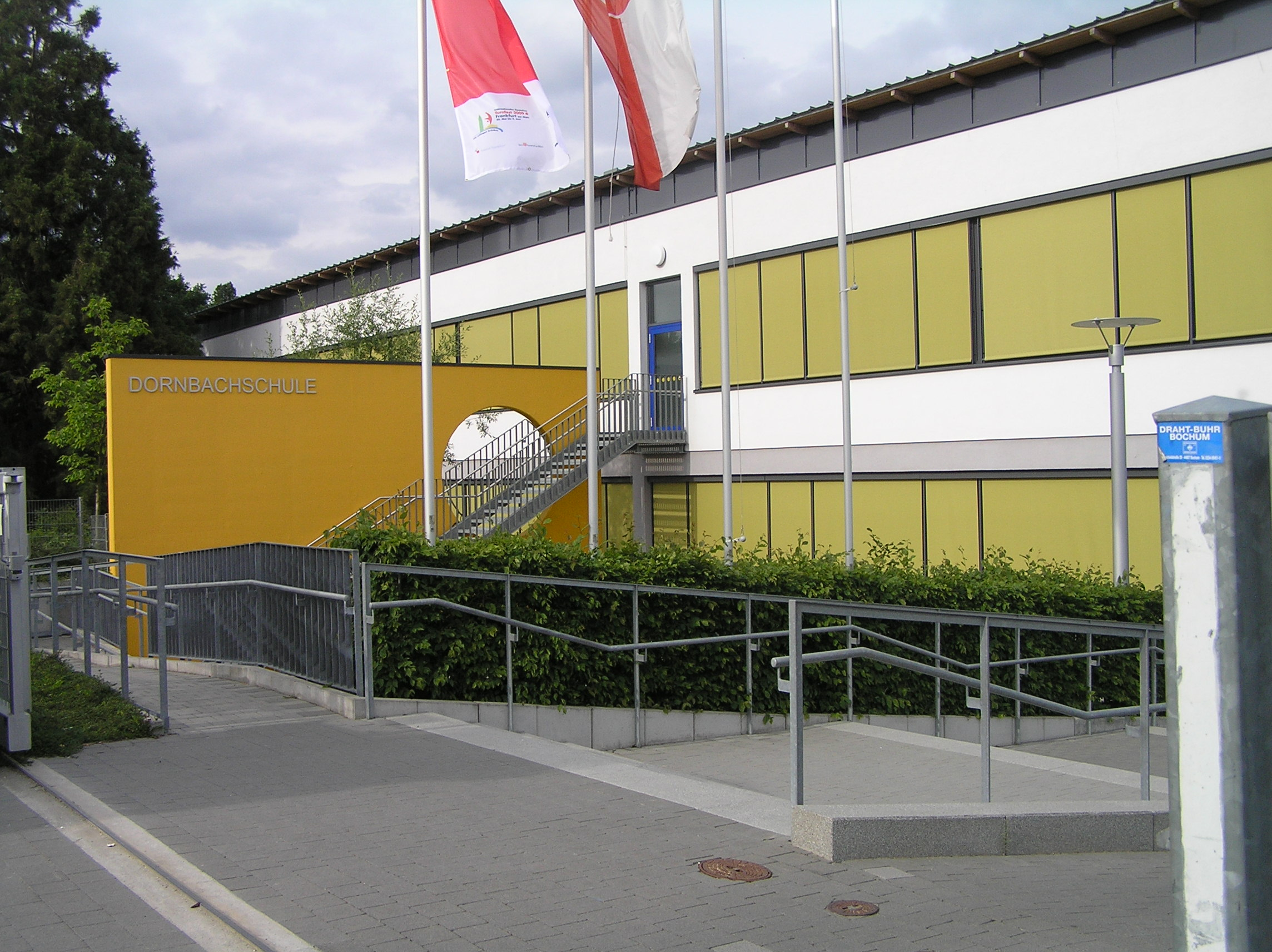
Dornbachschule
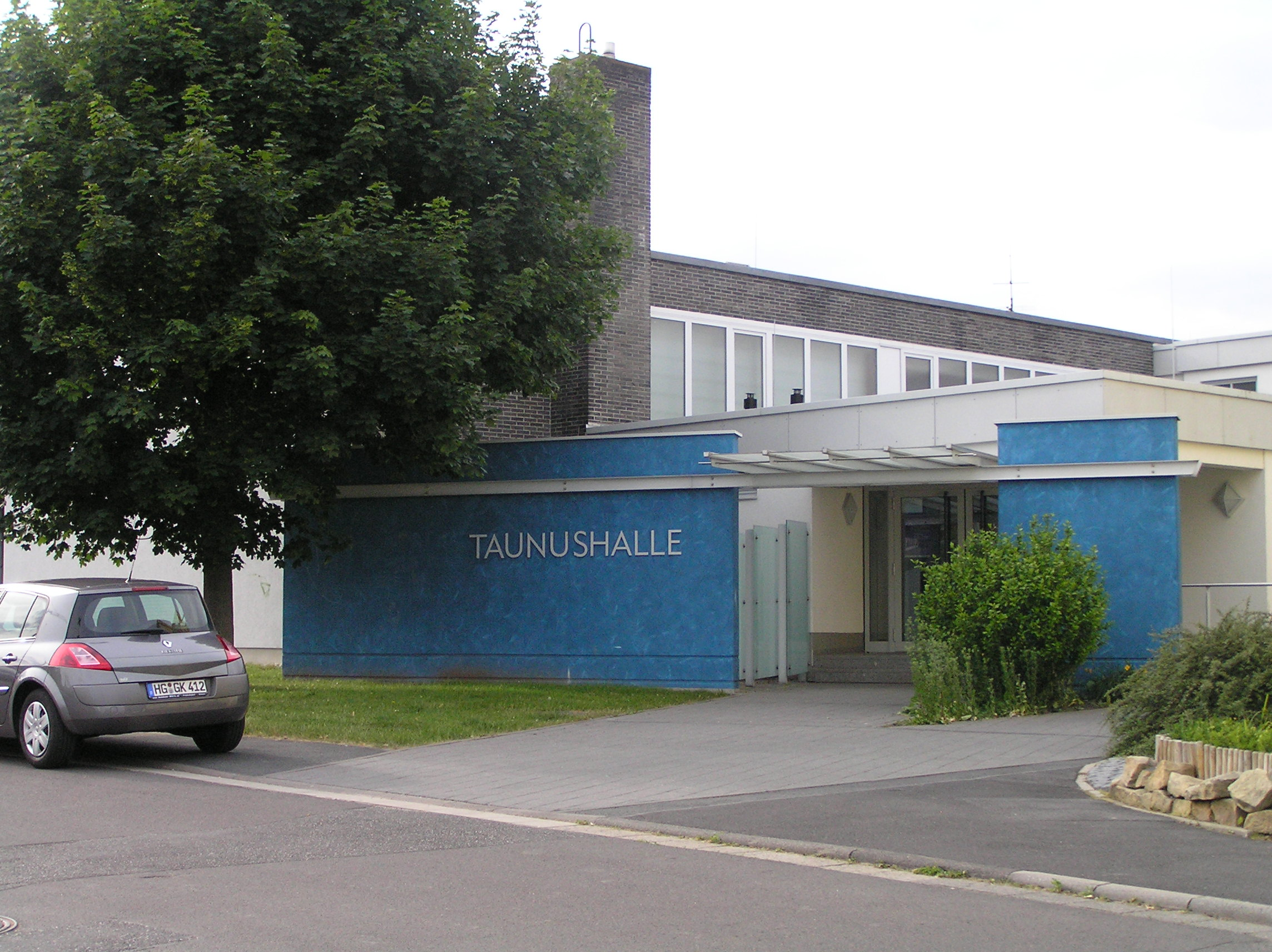
Taunushalle
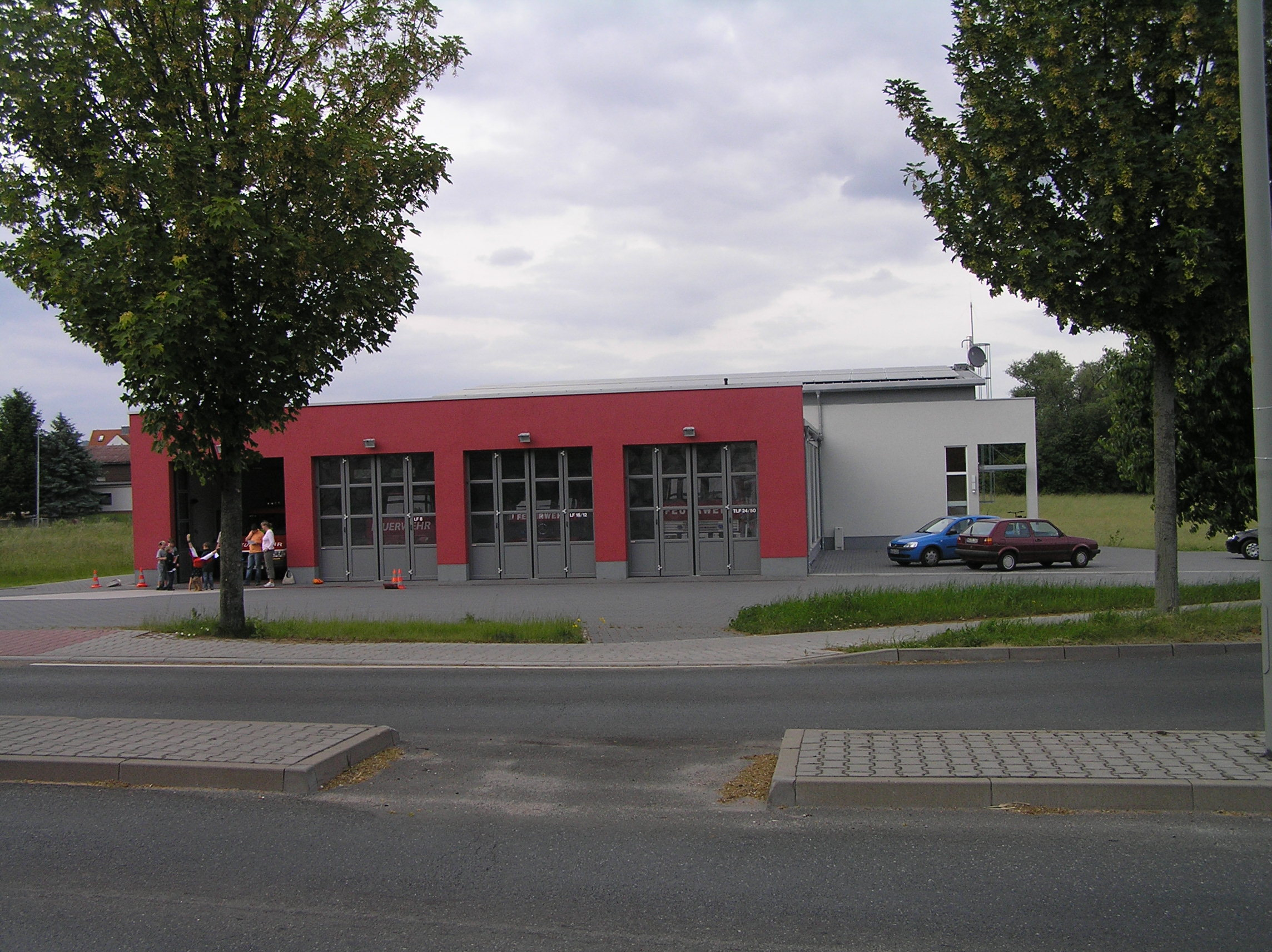
Freiwillige Feuerwehr Oberstedten
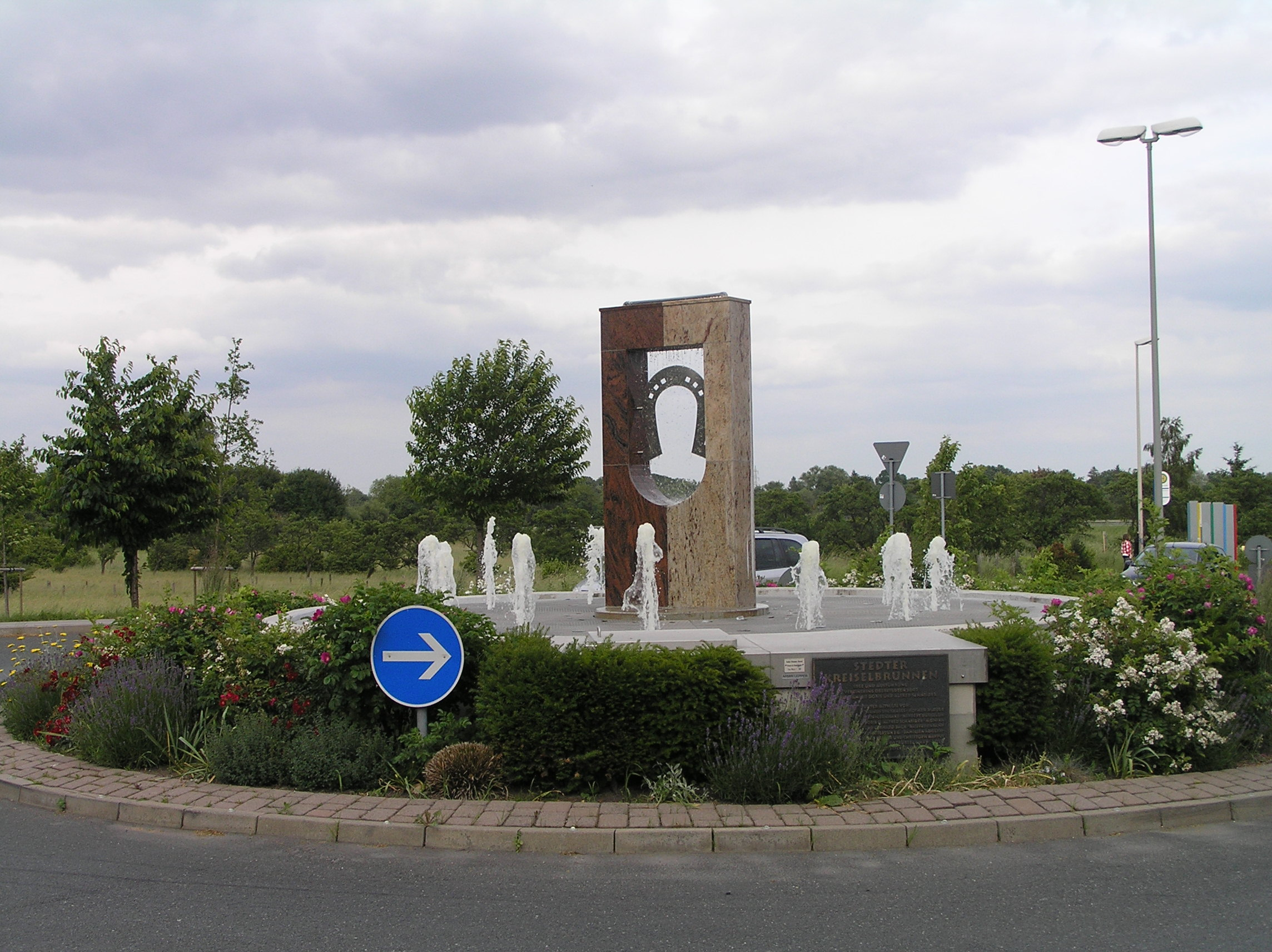
Kreiselbrunnen

## Gewerbe
Das Gewerbegebiet von Oberstedten liegt direkt an der Bundesstraße 456, wo eine Reihe auch international tätiger Unternehmen angesiedelt sind.

## Persönlichkeiten
- Georg Kaspar Chelius (* 22. März 1761 in Oberstedten; † 8. März 1828 in Frankfurt am Main), Autor, Metrologe und Mathematiker
- Otto zur Strassen (* 9. Mai 1869 in Berlin; † 21. April 1961 in Oberstedten), Zoologe
- Fritz Schaller (* 18. Januar 1902 in Oberstedten; † 26. Mai 1983 in Oberursel), Fußballspieler und -trainer
- Fabian Vogt (* 5. Mai 1967 in Frankfurt am Main), Schriftsteller, lebt in Oberstedten

## Belege
1. ↑  Daten und Fakten. In: oberursel.de. Abgerufen am 21. April 2019.
2. ↑  Uta Löwenstein: Grafschaft Hanau. In: Ritter, Grafen und Fürsten – weltliche Herrschaften im hessischen Raum ca. 900-1806 (= Handbuch der hessischen Geschichte. 3 = Veröffentlichungen der Historischen Kommission für Hessen. 63). Marburg 2014, ISBN 978-3-942225-17-5, S. 211.
3. ↑  Statistisches Bundesamt (Hrsg.): Historisches Gemeindeverzeichnis für die Bundesrepublik Deutschland. Namens-, Grenz- und Schlüsselnummernänderungen bei Gemeinden, Kreisen und Regierungsbezirken vom 27.5.1970 bis 31.12.1982. W. Kohlhammer, Stuttgart / Mainz 1983, ISBN 3-17-003263-1, S. 373 (Statistische Bibliothek des Bundes und der Länder [PDF; 41,1 MB]).